# Маршальская звезда

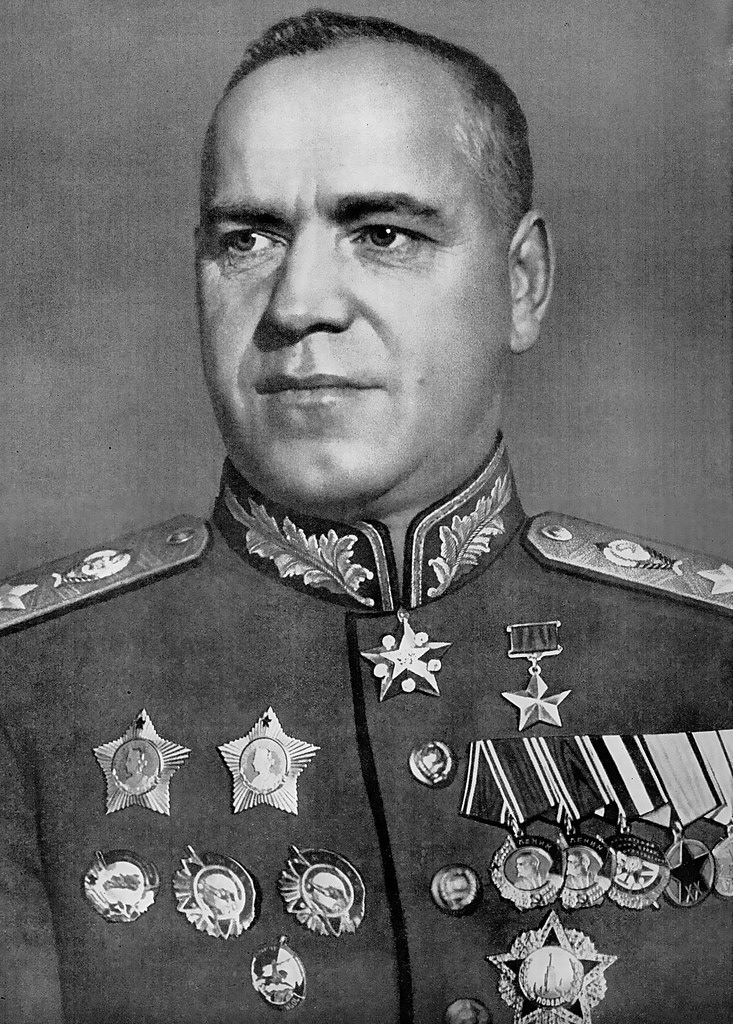
Маршал Советского Союза Г. К. Жуков с маршальской звездой под воротником мундира

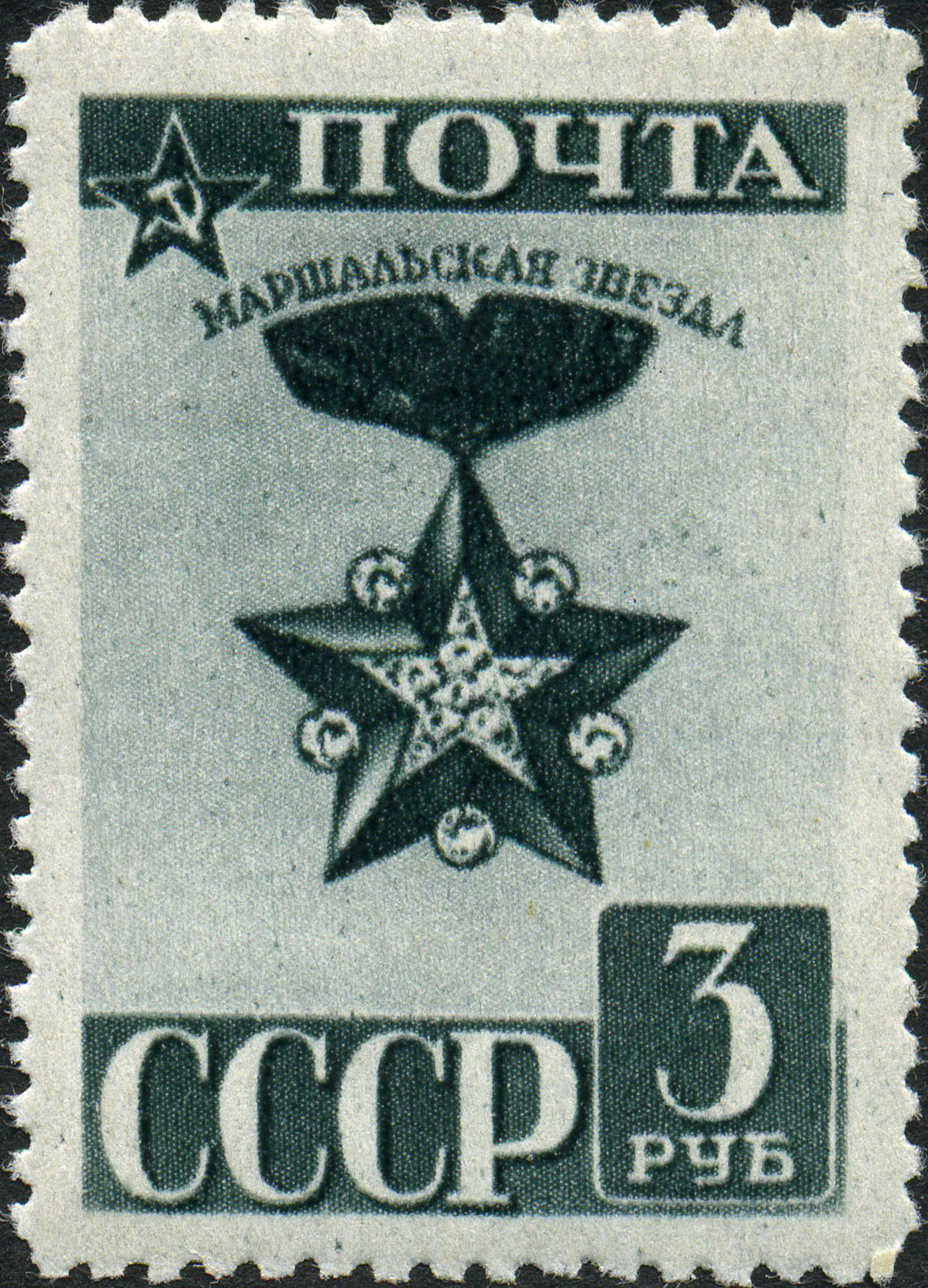
Маршальская звезда, на почтовой марке Союза ССР, 1943 год.

«Ма́ршальская звезда́» — государственный почётный знак особого отличия военнослужащих в СССР, а затем и России.
Знак был учреждён Указом Президиума Верховного Совета СССР от 2 сентября 1940 года. Маршальские звёзды вручались лицам, имеющим воинские звания Маршала Советского Союза, а с 1955 года — Адмирала Флота Советского Союза. В 1943 году была учреждена маршальская звезда, условно именуемая звездой «малого» типа, предназначенная для вручения маршалам рода войск, с 1962 года — адмиралам флота, а с 1974 года — генералам армии.
Маршальская звезда представляла собой пятиконечную звезду из золота и платины, украшенную бриллиантами; звёзды большого и малого типа различались размерами и наличием бриллиантов между лучами. Знак носился при парадной форме под воротником мундира, а с 1955 года — на узле галстука.

## Исторический контекст
Термин «маршал», обозначающий воинское звание высшего генеральского состава, происходит от старонемецкого слова marahscalc, что в переводе значит «конюх», или же от сочетания древневерхненемецких слов marah (конь) и scale (слуга).
В некоторых государствах, в частности, в Российской империи, Великобритании, Германии, Австрии и Индии, был введён соответствующий званию маршала чин фельдмаршала или генерал-фельдмаршала. В Русской императорской армии воинское звание «генерал-фельдмаршал» было высшим до 1917 года.
В СССР звание маршала было введено 22 сентября 1935 года постановлением Центрального исполнительного комитета и Совета народных комиссаров СССР «О введении персональных военных званий начальствующего состава РККА», вводящим для личного состава Рабоче-крестьянской Красной армии и Рабоче-крестьянского Красного флота персональные воинские звания. В 1943 году также были учреждены звания маршала рода войск (сил) или специальных войск, а также звание Главного маршала рода войск.
Учреждена Указом Президиума Верховного Совета СССР «Об учреждении маршальского знака отличия „Маршальская Звезда“ маршала артиллерии, маршала авиации, маршала бронетанковых войск» от 27 февраля 1943.

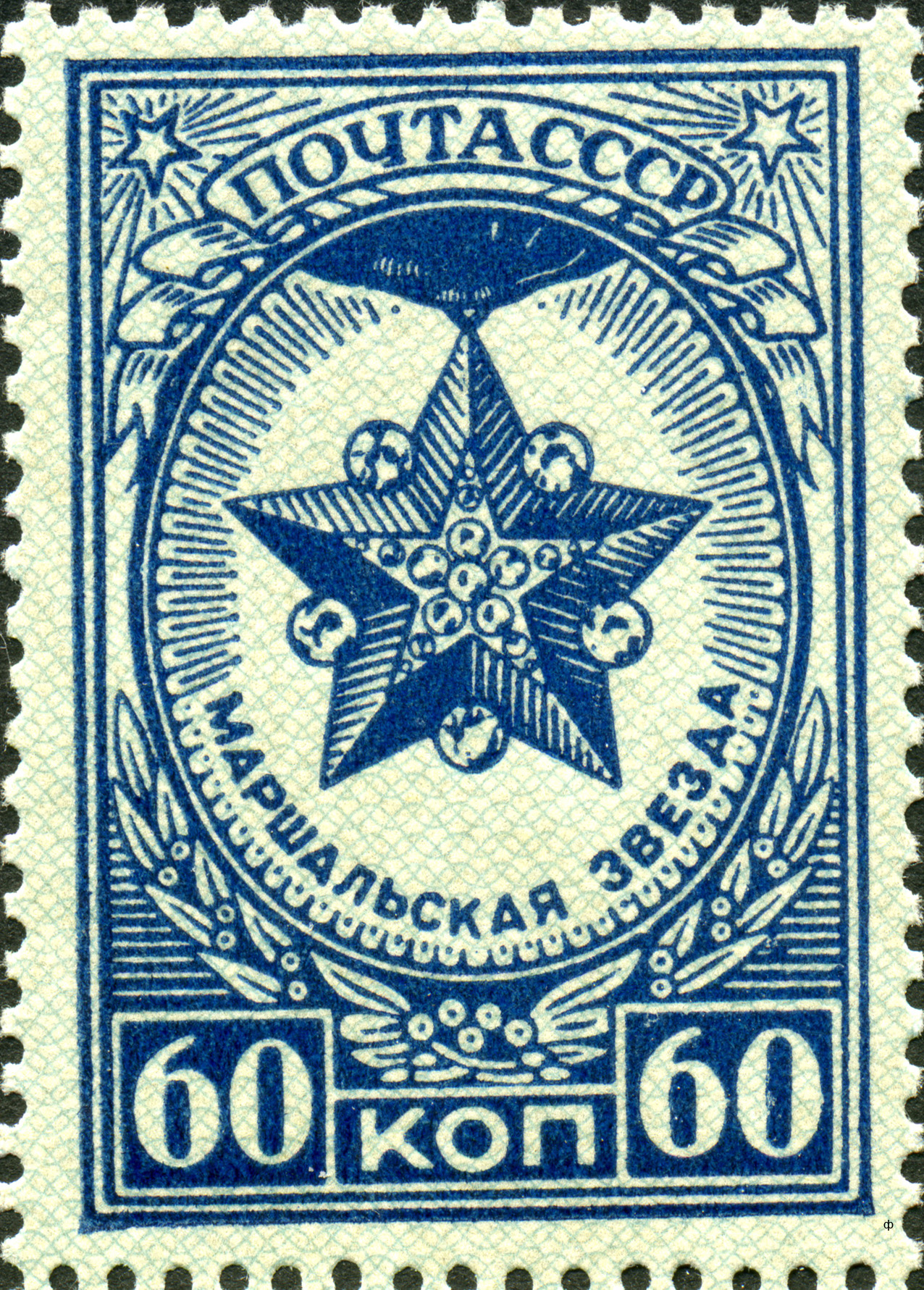
Маршальская звезда, на почтовой марке Союза ССР, 1946 год.

## Статус
Маршальские Звёзды вручались в торжественной обстановке, подобно государственным наградам; как правило, Звезду вручал лично Председатель Президиума Верховного Совета СССР. Обладателю Маршальской Звезды выдавалась также особая грамота.
После смерти или разжалования военачальника Звезда подлежала сдаче в Алмазный фонд.
Таким образом, Маршальская Звезда была советским аналогом маршальского жезла, издавна являвшегося почётным знаком отличия фельдмаршалов и маршалов в европейских армиях: он также вручался в торжественной обстановке и сопровождался надписью или грамотой.

## Маршальская Звезда «большого» типа

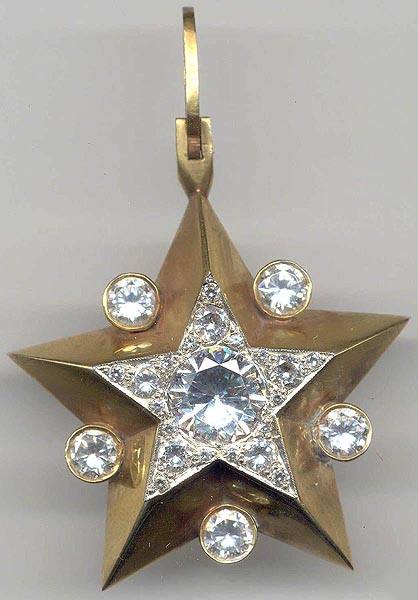
Маршальская Звезда «большого» типа

Являлась знаком отличия военнослужащих, имеющих звание Маршал Советского Союза, учреждена 2 сентября 1940 года, вручена 38 Маршалам Советского Союза из 41 и одному Маршалу Российской Федерации.
Являлась также знаком отличия военнослужащих, имеющих звание Адмирал Флота Советского Союза, учреждена 3 марта 1955, вручена троим.
В Вооружённых Силах Российской Федерации являлась знаком отличия лиц, имеющих звание Маршал Российской Федерации, до упразднения маршальской звезды 27 января 1997 года, однако И. Д. Сергееву была вручена 21 ноября 1997 г.

### Описание
Представляет собой пятиконечную золотую звезду с гладкими двухгранными лучами на лицевой стороне. На золотую звезду наложена пятиконечная звезда из платины меньшего размера. Диаметр описанной окружности золотой звезды 44,5 мм, платиновой звезды 23 мм. Высота профиля «Маршальской Звезды» 8 мм.
В центре платиновой звезды бриллиант весом 2,62 карата, в её лучах 25 бриллиантов общим весом 1,25 карата. Между гранями лучей расположены 5 бриллиантов общим весом 3,06 карата.
Оборотная сторона знака плоская, с ажурами бриллиантов платиновой звезды и бриллиантов, расположенных между гранями лучей.
«Маршальская Звезда» при помощи треугольного ушка в верхнем луче соединена с полуовальным креплением размером 14 мм, через которое продета муаровая красная лента шириною 35 мм.
Общий вес маршальского знака отличия 36,8 г.
Было изготовлено около 200 таких звёзд.

## Маршальская Звезда «малого» типа

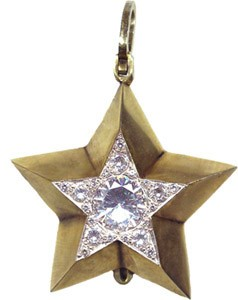
Маршальская Звезда «малого» типа

Являлась знаком отличия имеющих звание: маршал артиллерии, маршал авиации и маршал бронетанковых войск, учреждена 27 февраля 1943 года; маршал инженерных войск и маршал войск связи, учреждена 20 марта 1944 года; адмирал флота, учреждена 5 июня 1962; генерал армии, учреждена 1 ноября 1974 года.
В Вооружённых Силах Российской Федерации вручалась до 27 января 1997 как знак отличия званий генерал армии и адмирал флота.
Как знак отличия звания Главный маршал рода войск формально не устанавливалась, однако де-факто Главные маршалы после присвоения им этого звания сохраняли Маршальскую Звезду, которую имели по предыдущему званию (маршала рода войск, а В. Ф. Толубко — генерала армии).

### Описание
Представляет собой пятиконечную золотую звезду с гладкими двугранными лучами на лицевой стороне. На золотую звезду наложена пятиконечная звезда из платины меньшего размера. Диаметр описанной окружности золотой звезды 42 мм, платиновой звезды 21 мм. Высота профиля Маршальской Звезды 8 мм.
В центре платиновой звезды бриллиант весом 2,04 карата. В лучах платиновой звезды 25 бриллиантов общим весом 0,91 карата. Бриллианты между лучами золотой звезды отсутствуют.
Оборотная сторона знака плоская, с ажурами бриллиантов платиновой звезды.
Общий вес звезды составляет 35,1 г.
Маршальская Звезда при помощи треугольного ушка в верхнем луче соединена с полуовальным креплением размером 14 мм. Через ушко в верхнем луче продета муаровая лента шириной 35 мм.
Цвета ленты различаются, в зависимости от рода войск. Для артиллерии лента золотистого цвета, для авиации — голубого цвета, для бронетанковых войск — цвета бордо, для инженерных войск — малинового цвета, для войск связи — синего цвета, для адмирала флота — бирюзового цвета.
«Малых» звёзд изготовлено около 370 штук.

## Комментарии
1. ↑  Согласно правилам русской орфографии («Правила русской орфографии и пунктуации. Полный академический справочник» под редакцией В. В. Лопатина), нормативным является написание «знак „Маршальская звезда“». В нормативных правовых актах СССР используется написание «знак „Маршальская Звезда“»